# Holderbank (Argovia)
Holderbank es una comuna suiza del cantón de Argovia, ubicada en el distrito de Lenzburg. Limita al norte con las comunas de Schinznach-Dorf y Schinznach-Bad, al este con Scherz y Lupfig, al sur con Möriken-Wildegg, y al oeste con Veltheim.

## Transporte
Ferrocarril
Cuenta con una estación ferroviaria en la que efectúan parada trenes de cercanías pertenecientes a la red S-Bahn Argovia.